# Christine Jeffs
Christine Jeffs est une réalisatrice néo-zélandaise née le 29 janvier 1963 à Lower Hutt (Wellington).

## Biographie
Diplômée de la Massey University, où elle étudie la sociologie et la géographie, Christine Jeffs obtient en 1990 son diplôme de monteuse de la Australian Film, Television and Radio School, et commence sa carrière au cinéma en tant qu'assistant monteuse. 
En 1993, elle réalise le court-métrage Stroke, puis un certain nombre de spots publicitaires. Mais, ce n'est qu'en 2001 que la réalisatrice tourne son premier long métrage, Rain, un drame sur l'éveil à la sexualité et au monde des adultes d'une adolescente de treize ans, qui lui vaut d'obtenir plusieurs récompenses et nominations dans des festivals. Deux ans plus tard, elle signe le drame biographique Sylvia, avec Gwyneth Paltrow et Daniel Craig, film sur la relation amoureuse entre la poète Sylvia Plath et Ted Hughes. 
En 2008, la réalisatrice néo-zélandaise signe son troisième long-métrage, Sunshine Cleaning, avec Amy Adams, Emily Blunt et Alan Arkin, qui raconte l'histoire d'une mère célibataire qui crée avec sa sœur une entreprise spécialisée dans le nettoyage de scènes de crimes,  pour subvenir à l'éducation de son fils.
Elle vit à Auckland avec son compagnon John Toon, directeur de la photographie sur ses films.

## Filmographie
- 1993 : Stroke
- 2001 : Rain
- 2003 : Sylvia
- 2008 : Sunshine Cleaning